# Pterorhinus
Pterorhinus är ett fågelsläkte i familjen fnittertrastar inom ordningen tättingar. Släktet omfattar 23 arter med utbredning från Himalaya i väster till Taiwan i öster och Sumatra i söder:
- Ghatsfnittertrast (P. delesserti)
- Gulbröstad fnittertrast (P. gularis)
- Vitkindad fnittertrast (P. vassali)
- Gulstrupig fnittertrast (P. galbanus)
- Blåkronad fnittertrast (P. courtoisi)
- Brunhättad fnittertrast (P. mitratus)
- Brunhuvad fnittertrast (P. treacheri)
- Rosthalsad fnittertrast (P. ruficollis)
- Brunryggig fnittertrast (P. nuchalis)
- Svartstrupig fnittertrast (P. chinensis)
- Vitbrynad fnittertrast (P. sannio)
- Svartmaskad fnittertrast (P. perspecillatus)
- Kragfnittertrast (P. pectoralis)
- Nordlig fnittertrast (P. davidi)
- Chinbabax (P. woodi)
- Kinesisk babax (P. lanceolatus)
- Större babax (P. waddelli)
- Brunbabax (P. koslowi)
- Vitstrupig fnittertrast (P. albogularis)
- Rostkronad fnittertrast (P. ruficeps)
- Gråsidig fnittertrast (P. caerulatus)
- Kinesisk fnittertrast (P. berthemyi)
- Rostfnittertrast (P. poecilorhynchus)

Tidigare inkluderades arterna i Garrulax, förutom babaxerna som fördes till det egna släktet Babax.